# III Oddział Kancelarii Osobistej Jego Cesarskiej Mości

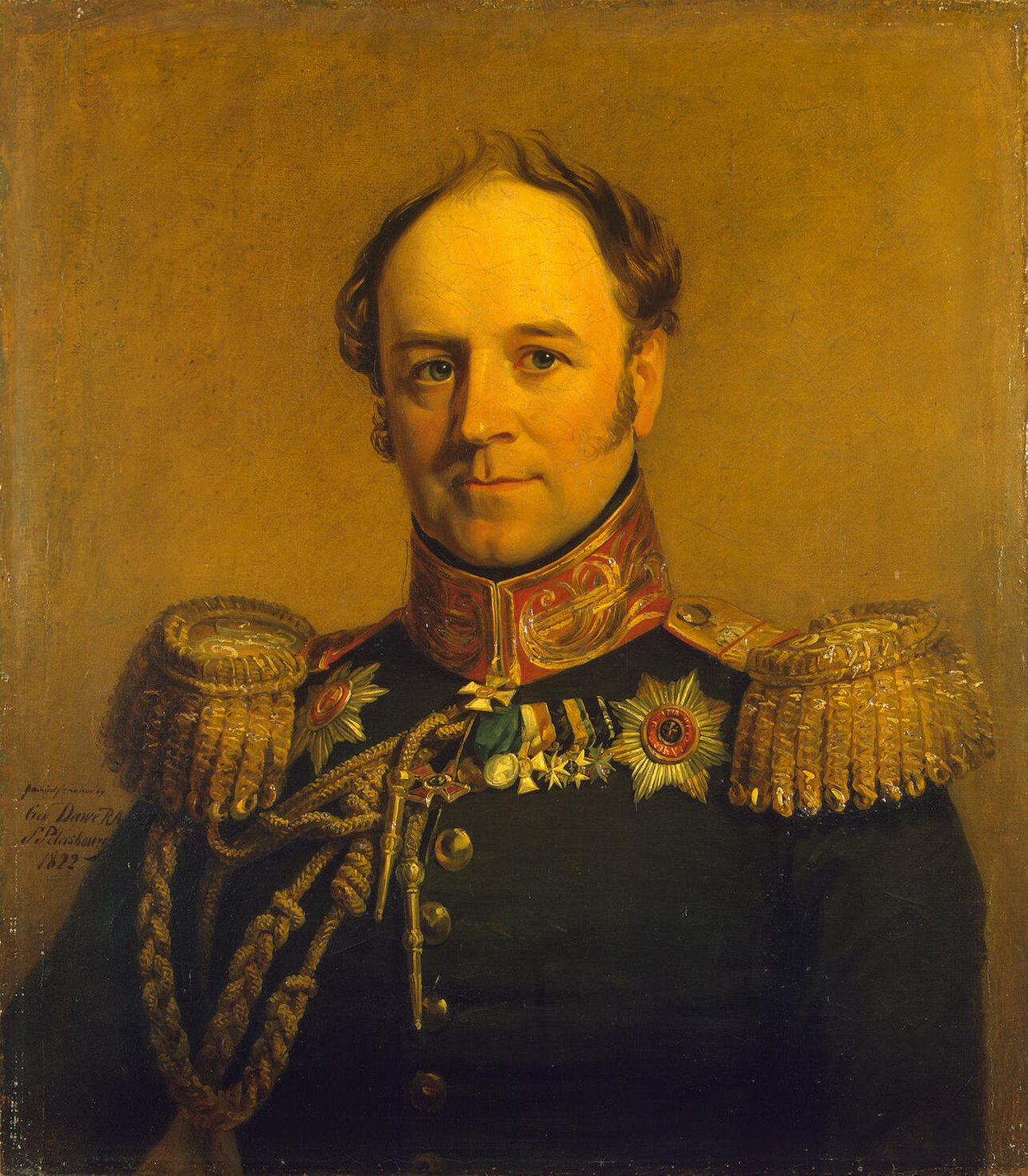
Gen. Aleksander von Benckendorff (mal. George Dawe)

III Oddział Kancelarii Osobistej Jego Cesarskiej Mości (ros. III отделение собственной Его Императорского Величества (Е.И.В.) канцелярии) – najwyższy organ tajnej policji Imperium Rosyjskiego utworzony w 1826. Do jego kompetencji należało m.in. zbieranie informacji o tajnych stowarzyszeniach, inwigilacja osób podejrzanych, śledzenie cudzoziemców odwiedzających Rosję, obserwacja działalności sekt religijnych, wykrywanie fałszerstw znaków pieniężnych i nadzór nad twierdzami Pietropawłowską i Szlisselburg. Istniał do 1880, kiedy to po próbie zamachu na cesarza Aleksandra II, wraz z Samodzielnym Korpusem Żandarmów został podporządkowany Najwyższej Komisji Zarządzającej, a wkrótce został zniesiony. Jego obowiązki przejął Departament Policji w MSW, a w 1881 r. Ochrana. 

## Struktura
Oddział III dzielił się na ekspedycje:
- I – policji (przestępstwa polityczne przeciwko władzy)
- II – fałszerstwa, sekty religijne, morderstwa, pańszczyzna
- III – cudzoziemcy
- IV – wypadki, sprawy służbowe
- V (utworzona w 1842) – cenzura przedstawień teatralnych (od 1828 w kompetencji I ekspedycji)

## Szefowie
- hrabia Aleksander von Benckendorff (1826–1844)
- hrabia Aleksiej Fiodorowicz Orłow (1844–1856)
- książę Wasilij Andriejewicz Dołgorukow (1856–1866)
- hrabia Piotr Andriejewicz Szuwałow (1866–1874)
- Aleksandr Lwowicz Potapow (1874–1876)
- Nikołaj Władimirowicz Mieziencow (1876–1878)
- Aleksander Romanowicz Drenteln (1878–1880)